# Oniromancia
Oniromancia (ou Brizomancia) é a divinação do futuro através da interpretação dos sonhos.
Técnica muito difundida no ocidente, foi citada por Carl Gustav Jung em vários de seus trabalhos como sendo uma forma realmente eficiente de analisar a condição da psique do consulente. Ele considerava os sonhos não só como uma externalização de desejos ocultos, mas também como uma ferramenta da psique que busca o equilíbrio por meio da compensação.
A técnica consiste na análise minuciosa das figuras e fatos ocorridos por parte do oniromante que tece entre eles relações e teias de significado que são supostamente capazes de apontar acontecimentos em um futuro próximo.
A oniromancia é praticada desde tempos imemoriáveis por várias civilizações como a egípcia, grega, maia e bantu, sendo que o mais antigo registro de interpretação dos sonhos, data do início de nossa era, no antigo Egito e Caldea[carece de fontes?].

## Sonhos na Bíblia Judaico-Cristã
Os sonhos aparecem ao decorrer de toda a Bíblia como mensagens de Deus:
- Sonhos de Jacó de uma escada para o céu. (Gênesis 28)
- Seu filho José sonhou sobre seu seu futuro sucesso (Gênesis 37) e interpretou o sonho do Faraó do Egito (Gênesis 41)
- Salomão conversava com Deus em seus sonhos.
- Daniel interpretava sonhos (no Livro de Daniel).
- José, marido de Maria, recebeu orientações em sonhos por três vezes (Mateus 1 e Mateus 2).
- A Paulo de Tarso foi dito para ir à Macedônia (Atos 16)